# 卡拉卡瓦硬币

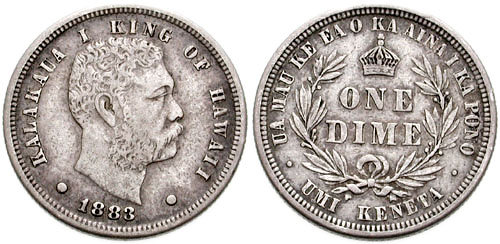
1883年卡拉卡瓦角币

卡拉卡瓦硬币（英語：Kalākaua coinage）是标称年份1883的夏威夷王國银币套装，王国希望发行自有货币提升民族自豪感。硬币由美國鑄幣局首席雕刻师查尔斯·爱德华·巴伯设计，旧金山铸币局铸造，发行面额有10美分（角币）、25美分、半美元、一美元四种。
授权发行硬币的法案1880年通过，但政府没有马上行动。卡拉卡瓦国王积极推动项目，政府官员希望发行硬币换取政府债券，摆脱财政困境。企业家克劳斯·斯普雷克尔斯协助公关美国当局换取硬币订单利润，与美国铸币局签约打造价值百万美元的银币。硬币原计划还有12.5美分面额并铸有少量样本，但为保持美国和夏威夷硬币一致取消，角币取而代之。卡拉卡瓦银币1883至1884年在旧金山分局生产，标示年份都是1883。
檀香山商界对新币充满敌意，担心硬币会在经济衰退之际引起通货膨胀。夏威夷通过法律手段同意用过半硬币支撑纸币价值，直到1885年经济开始好转。此后卡拉卡瓦硬币逐渐赢得市场认可，维持市场流通直至20世纪初夏威夷纳入美国领土。

## 背景
1770年詹姆斯·庫克抵达夏威夷群岛前，夏威夷族没有硬币，农业经济贸易全靠物物交换。夏威夷族与探险家起初也靠物物交换互通有无，钉子、珠子、小铁片都曾充当货币。进入19世纪后对外贸易趋于系统化，许多国家支付货款的硬币流入夏威夷。传教士相继抵达群岛，种植园等各种商业活动接踵而至，促使夏威夷首批货币诞生。小额零钱长期短缺，群岛采用代币或临时凭证支付工人薪酬。群岛与美国的贸易和文化联系密切，夏威夷商界逐渐接受美元思维，美元变成贸易基础，夏威夷皇室政府定期公布非美国硬币的美元汇率。这些硬币通过对外贸易来到夏威夷，与美国金币和银币一起流通，所以有必要确定汇率。
1847年，卡美哈梅哈三世国王发行一分硬币，估计是在英格兰铸造。新币不受商家待见，没兴趣处理这么小的金额。部分硬币充当政府交易中的零钱，但流通总量仅有约1.2万枚。政府本打算发行其他面额，但分币如此惨淡导致计划流产。
夏威夷与美国的经济关系持续紧密，1883年时群岛的流通硬币已经基本来自美国。当地法律给予美国金币无限法偿地位，美国银币法偿限额50美元。1879年王国首次发行纸币，从技术角度而言应该算存款凭证，面额十到五百美元不等，可用于兑换银币。
夏威夷此时如果用金币和银币一起付款，金币在面额基础上还有溢价，支付关税等交易必须使用黄金。白银在19世纪70年代大量流入夏威夷王国，政府企图靠征税减缓流入速度和数量，但收效甚微，这样群岛黄金兑白银比价就明显高于货币更稳定的美国。如果再有白银大量流入市场，哪怕是像卡拉卡瓦硬币这样的标准货币，也会导致公众手中白银相对黄金的价值缩水。1883年糖价因生产过剩崩盘，与其他因素共同导致夏威夷陷入经济衰退。

## 准备

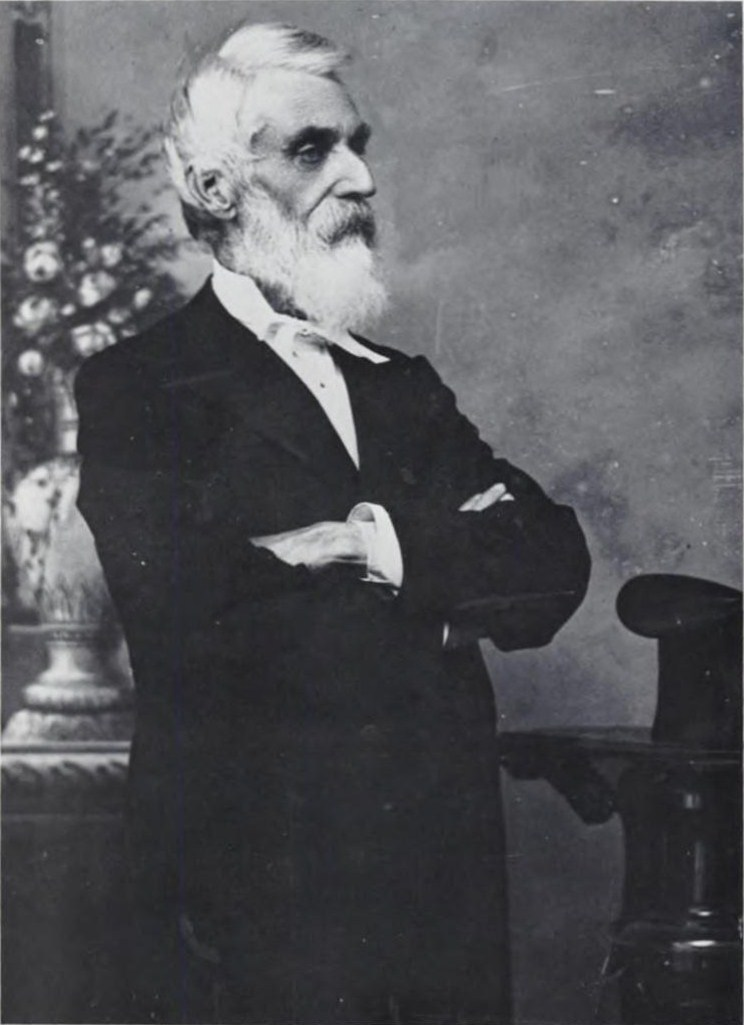
沃尔特·吉布森

1880年，夏威夷王国财务主席（后当上外交大臣、内政大臣、总理）沃尔特·吉布森推动议会通过新货币法，内政大臣塞缪尔·怀尔德支持。新法授权王国购买成块金银铸造新硬币，过去几十年间夏威夷族人口和影响持续下降，政府希望发行自有货币提升民族自豪感。卡拉卡瓦国王1881年环游世界，对铸造带有他形象的硬币很感兴趣。新喀里多尼亞镍矿公司主动与旅行的国王联系，希望夏威夷王国用该公司生产的镍铸币，国王回到檀香山后还收到公司寄来的五分硬币样本。样板不得人心，估计是因为上面刻的夏威夷格言有误。1882年国王任命吉布森出任外交大臣引领政府，后者推动硬币项目，计划正面刻上国王肖像，背面是夏威夷盾徵和格言“Ua Mau ke Ea o ka ʻĀina i ka Pono”（“土地的生命随正义永存”）。1880年通过的货币法规定银币为一美元、半美元、25美分、12.5美分四种面额，其中12.5美分等于一西班牙雷亞爾，有时相当于工人一天的工资。
夏威夷通过国家贷款法发行两百万美元债券，但因政府信誉不佳无法卖出。吉布森决定把两项法案结合，任命国王密友克劳斯·斯普雷克尔斯代表夏威夷政府与美國鑄幣局签约，在该局生产硬币，用政府债券向斯普雷克尔斯付款。1883年3月，内阁会议授权财务大臣约翰·马基尼·卡皮纳与斯普雷克尔斯达成协议，后者同年五月取得正式授权成为政府代理人。夏威夷驻华盛顿特使卡特是夏威夷与美国政府的中间人，他六月致信卡皮纳，称夏威夷政府完全可以直接与铸币局接洽，用现金支付铸币费用，夏威夷王国的现有提议令美国当局颇感古怪。

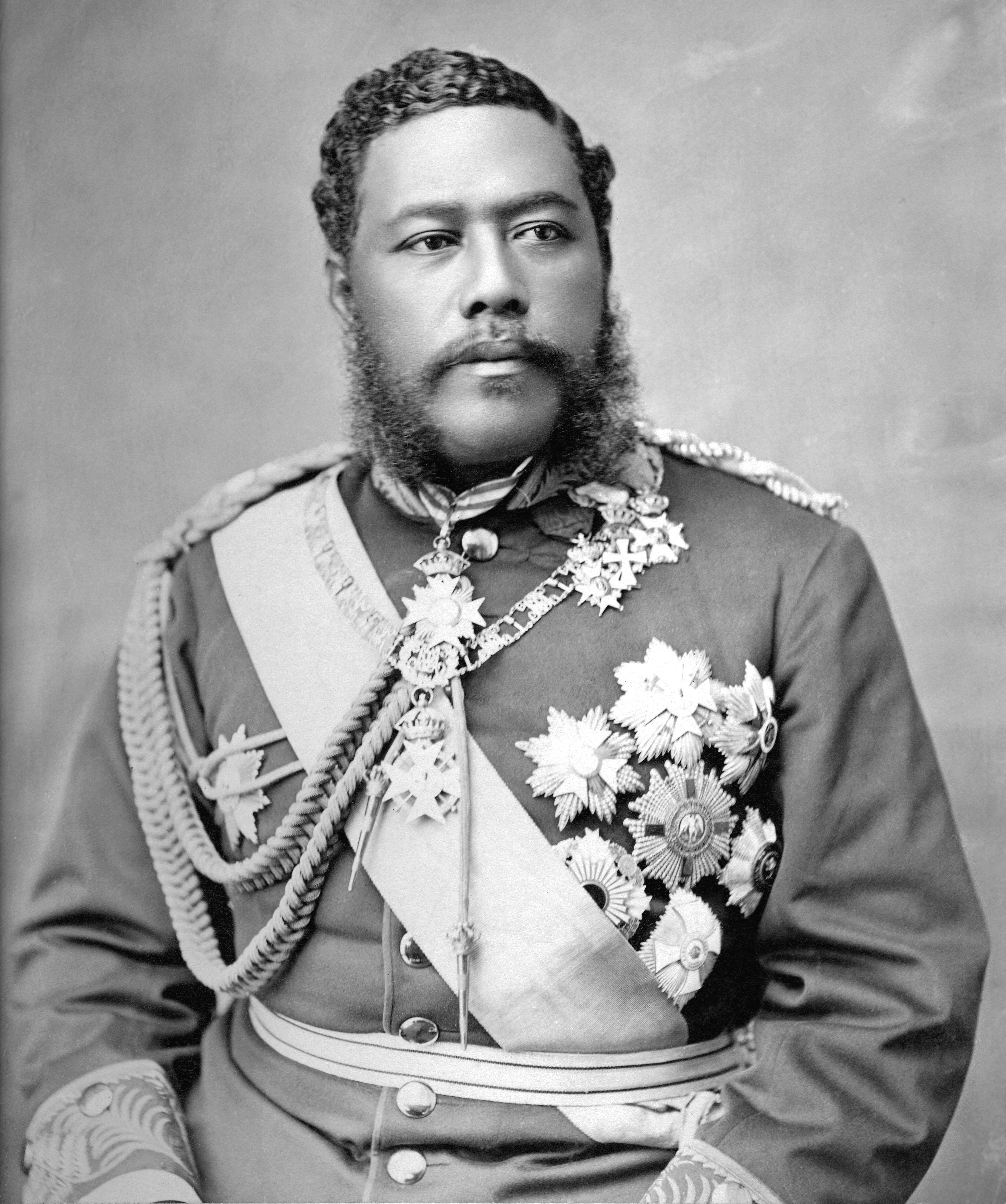
卡拉卡瓦国王

斯普雷克尔斯已同美国当局联络，美国铸币局局长霍雷肖·伯查德1883年1月回信表示，美国法律允许铸币局为外国政府生产硬币，铸币金属模必须在费城制作，硬币可以在旧金山分局生产。伯查德要求对方提供草图，斯普雷克尔斯提供的硬币正面是国王全脸肖像。铸币局首席雕刻师查尔斯·爱德华·巴伯在费城分局收到草图后指出，硬币根本不可能容纳这么大的正脸肖像，建议改用国王侧身像，他随后收到合适的照片用于制作硬币模型。铸币局收到佣金后，代理局长罗伯特·普雷斯顿在信中指出，授权法案要求打造12.5美分硬币，夏威夷法律又要求硬币尺寸、重量、纯度和美国硬币完全相同，美国铸币局没做过12.5美分面额，询问是否改用十美分。夏威夷方面没有马上回复，巴伯完成的初步设计包含12.5美分面额。
1883年9月巴伯做好四种硬币的出币毂，费城分局总监劳登·斯诺登试铸两套发给首都的普雷斯顿。斯诺登称赞硬币非常美观，很高兴巴伯要求的浮雕高度不像类似面额美国硬币那么高，生产起来更顺畅。普雷斯顿把硬币寄给旧金山的斯普雷克尔斯，同时授权费城分局再做几套，由国家钱币收藏和哥伦比亚特区的局长办事处保留。巴伯受命为每种面额制作五套铸币金属模寄往旧金山分局，但铸币局与斯普雷克尔斯签署最终合同后才能投产，模具属夏威夷政府资产，根据对方要求移交。
正式合同标示日期为10月29日，夏威夷政府代理人斯普雷克尔斯与旧金币铸币局总监伯顿签署。合同金额一百万美元，其中一半用于一美元银币，三成购买半美元，25美分和十美分分别是12.5万与7.5万美元。夏威夷政府正与美国谈判货币公约，希望新硬币符合美国标准，故将12.5美分改成十美分，但上述公约一直没有生效。铸币局11月中旬已经知道硬币面额调整，斯普雷克尔斯寄出投产确认信，同意制作十美分金属模，双方一致同意檀香山修改授权书后才开始生产十美分硬币。铸币局12月收到授权书，半美元已在11月率先投产。巴伯1884年1月完成十美分出币毂，模具二月发往旧金山但上面的标示年份还是1883。收到十美分硬币金属模后，伯顿把不需要的12.5美分硬币模具寄往首都局长办事处。
斯普雷克尔斯提供的铸币银锭成本约85万美元，另付铸币劳务费1.75万美元、设计费2500美元，金属模具费250美元。经过最终修改，十美分硬币总额减至25万枚（2.5万美元），半美元增至70万枚（35万美元）。

## 设计

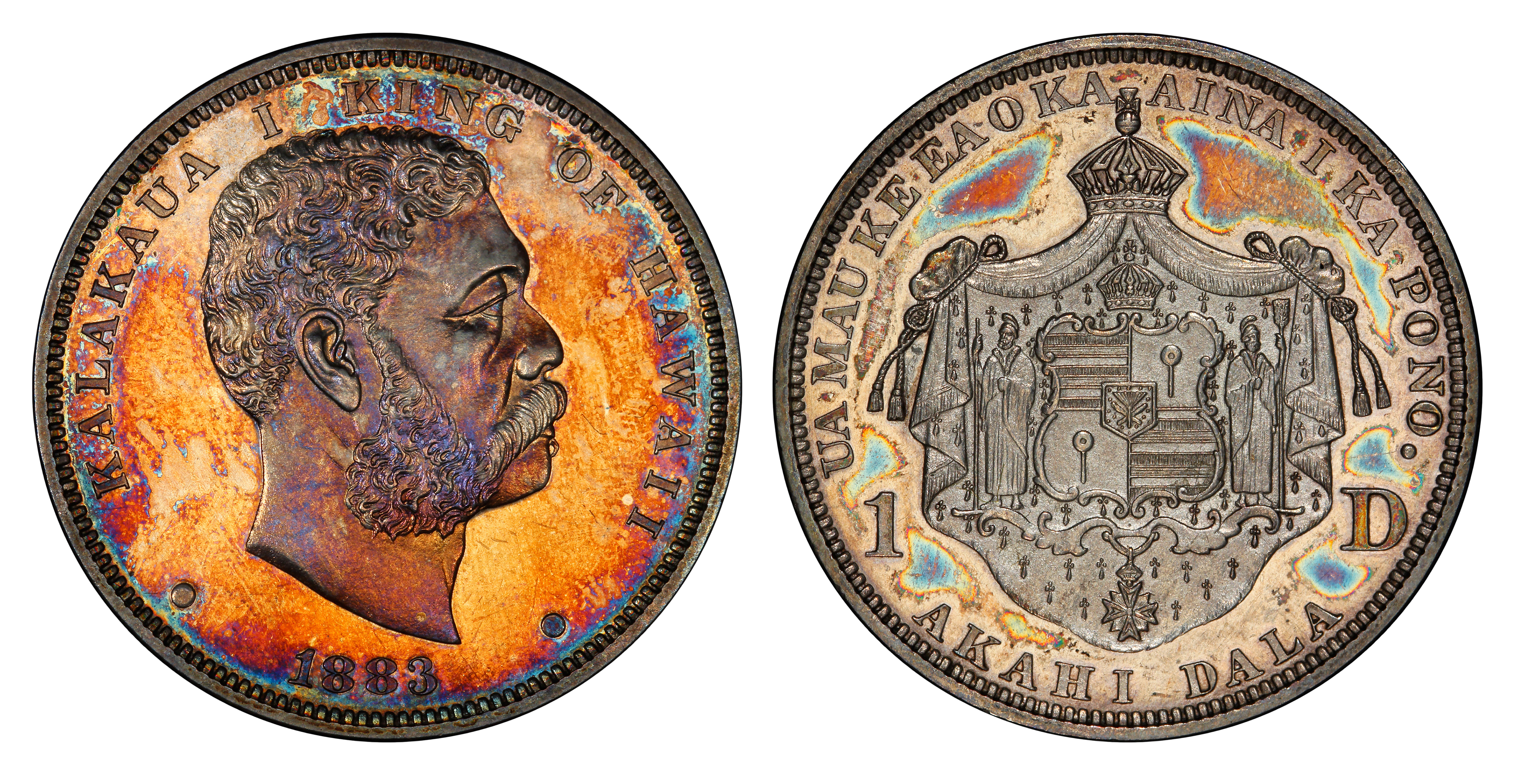
1883年卡拉卡瓦银圆

每种硬币两面均由巴伯设计，正面是卡拉卡瓦侧身头像，周围是人名、头衔（“卡拉卡瓦一世，夏威夷国王）”，下方还有年份“1883”。1883年《美国钱币学杂志》刊登马文的文章，称见过硬币的人士认为“国王侧身头像看起来效果出色，比许多远较夏威夷王国重要的国家统治者更好”。欧内斯特·安德拉德的著作详细记载卡拉卡瓦硬币所发争议，书中也称从侧身头像来看，国王“的确长得很帅”。

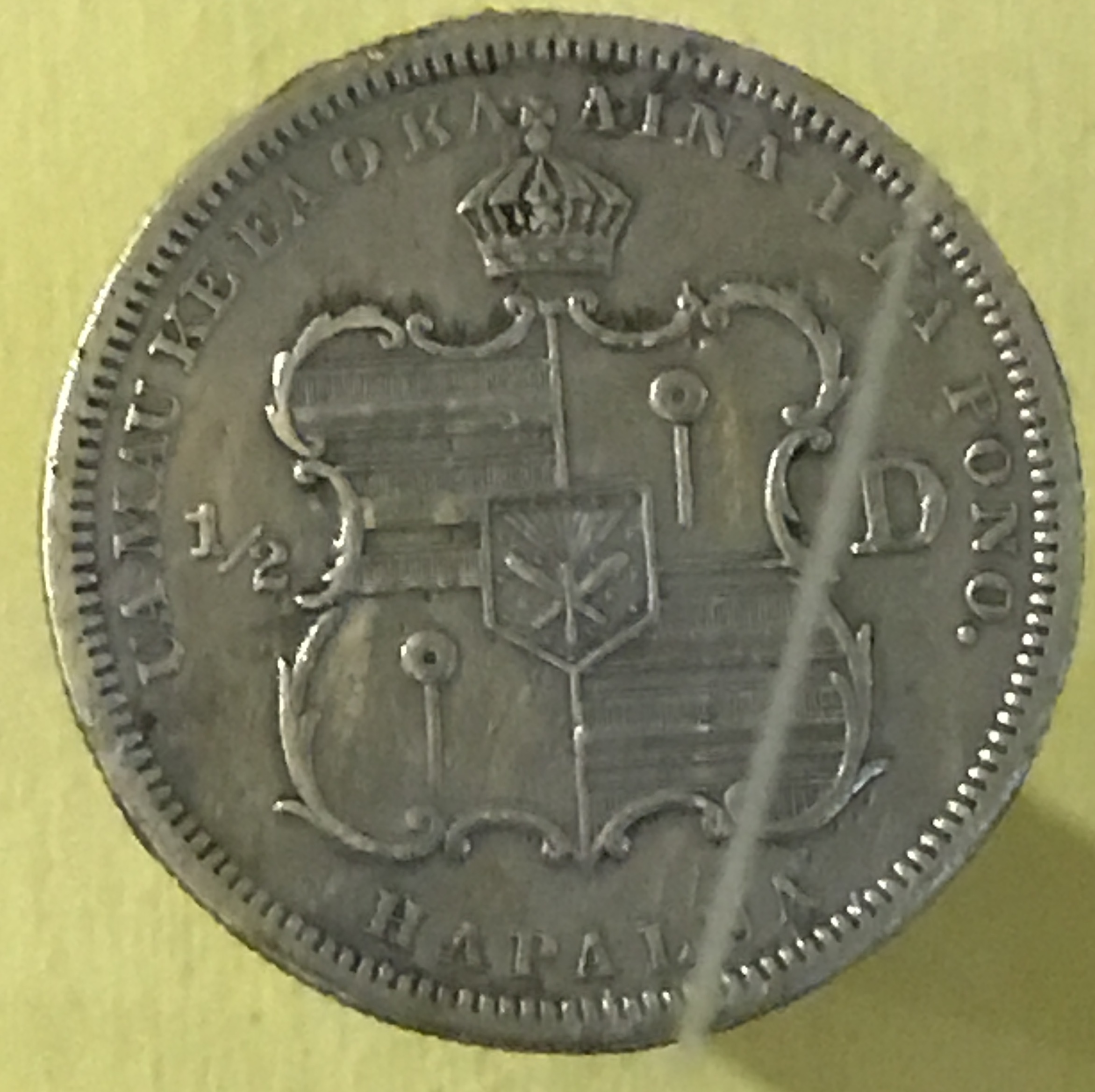
半美元硬币图案用作夏威夷驻斐濟蘇瓦领事的印章，斐济博物馆收藏

一美元、半美元、25美分背面是皇室盾徵，其中一美元图案最完整，可以看到盾牌刻在斗篷上，斗篷应该是貂皮所制。马文认为采用卡美哈梅哈大帝那著名的羽毛斗篷配以盾牌图案，比动物皮毛更合适。一美元背面盾牌上方是皇冠，下方悬有卡美哈梅哈勋章的星星。图案周围附夏威夷格言“Ua Mau ke Ea o ka ʻĀina i ka Pono”（“土地的生命随正义永存”），是卡美哈梅哈熬过困难时期后的名言。盾徴两边分别是“1”和“D.”，是“一美元”的缩写；图案下方是夏威夷语“AKAHI DALA”（“一美元”）。代表美元的“dala”源自传教士时期，夏威夷语字母数比英语少，故单词缩短。亚太多地但凡演讲，往往都用“dala”取代英语“dollar”（“美元”）。
半美元和25美分背面只有盾徴，没有貂皮背景和勋章图案，周围由格言环绕，代表面额的文字分别是“HAPALUA”（“半美元”）、“HAPAHA”（“25美分”）。盾徴图案右侧都是“D.”（“美元”首字母缩写），左侧分别是面额比一美元的分数（即半美元是“1/2”，25美分是“1/4”）。12.5美分硬币确知存世的仅有少数精制币，上有花环图案，皇冠将花枝隔开，格言环绕周围，面额“HAPAWALA”（“八分之一美元”）位于花环内。12.5美分的设计改为角币，面额改成“UMI KENETA”（“十美分”），花环下方还有“ONE DIME”（“一角”）字样。

## 发行与争议

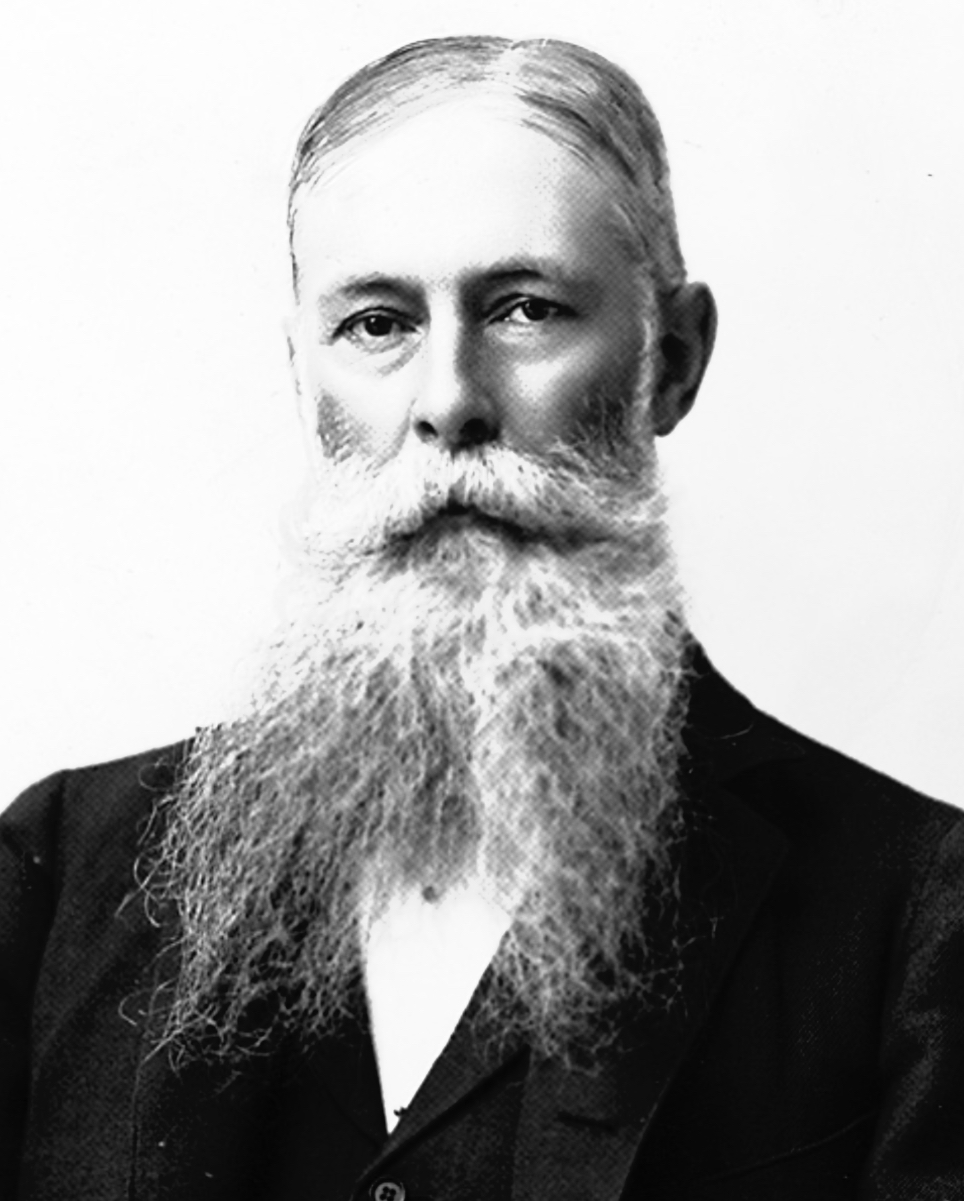
桑福德·多爾

1883年12月9日，首批共26万枚半美元用船运到夏威夷，当地经济还在衰退。桑福德·多爾等商界名流认为大量白银流入会引起通胀，反对政府发行新币，他们申请法庭阻止政府向斯普雷克尔斯提供债券，要求遵照法律采用金币。官司打到夏威夷最高法院，政府宣称银币与金币地位平等，反对商界要求。首席大法官贾德所发临时训令对政府不利，认为金银地位不对等，硬币授权与贷款法不合法，支持原告多尔等人的主张。合议庭审理上诉并推翻贾德的判决，法庭认为原告应该申请禁制令。接下来多尔等人申请禁制令遭拒。法庭程序期间，枢密院在国王主持的会议上宣布赋予新硬币法偿地位，政府一等诉讼尘埃落定就用硬币支付50万美元，另外一半用债券支付。
斯普雷克尔斯1884年与威廉·欧文、F·F·罗在夏威夷合伙开办斯普雷克尔斯公司银行，专门推动卡拉卡瓦银币流通。同年1月10日檀香山音乐厅的收入包含半美元硬币，当时放在吊坠里送给演出女主角，是已知首枚经过市场流通的夏威夷银币。1月14日新币流入市场，夏威夷财政部、斯普雷克尔斯等人在檀香山开办的新银行有售。硬币市场需求旺盛，美国铸币局在1884年6月结束前全部交付，卡拉卡瓦银币全面取代市场中的美国25美分和半美元硬币，对此不同政治立场的学者看法不一，有些认为这说明新币赢得市场认可，有些觉得这是劣幣驅逐良幣。夏威夷财政部的现金流在收到硬币前基本断绝，政府用新币付款导致货币供应量提升，通胀风险加大。发行仅半年后，卡拉卡瓦银币兑换美元时价值就缩水2.5个百分点。

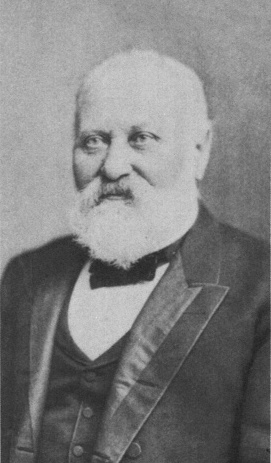
克劳斯·斯普雷克尔斯

多尔与夏威夷议会盟友利用卡拉卡瓦硬币抨击政府，指控吉布森等人违法，要求公布斯普雷克尔斯获利情况，政府宣称除去运输、保险等成本，斯普雷克尔斯的利润约为三个点。新硬币促使1884年议会选举倒向独立党。选举后议会通过《1884年货币法》，把银币偿还债务的额度限制在十美元，白银在财政部换取黄金的额度限制在每月15万美元。新法会令银币流入国库，黄金储备流失，但政府拒绝配合直至最高法院强制执行。为避免金融恐慌，大型私人银行和企业同意用黄金交换新银币，但公众对实效缺乏信心。1885年2月，国库黄金基本枯竭，政府拒绝再支付黄金，私营企业有样学样。经过谈判，政府勉强同意扣下超过55万美元硬币为市场流通的纸币担保。此举导致政府流动资金枯竭，但外界对当局财政状况信心提升，政府得以短期借款。1885年中期糖价回升，夏威夷群岛恢复繁荣。大量黄金流入，平衡市场中的白银，稳定货币局势。卡拉卡瓦硬币赢得市场认可，1888年时流通的外国硬币基本只剩美国。19世纪90年代夏威夷局势动荡，君主制王朝垮台，新成立的共和国很快就随群岛并入美国夭折，但这些都没有影响硬币流通。经过地方势力持续推动，国会1903年立法要求夏威夷银币在1904年元旦前兑换新币种，否则将丧失法偿地位。1907年，总价值百万美元的硬币已有约81.4万换成美国银币，赎回的硬币在旧金山铸币局熔毁。

## 再利用与收藏

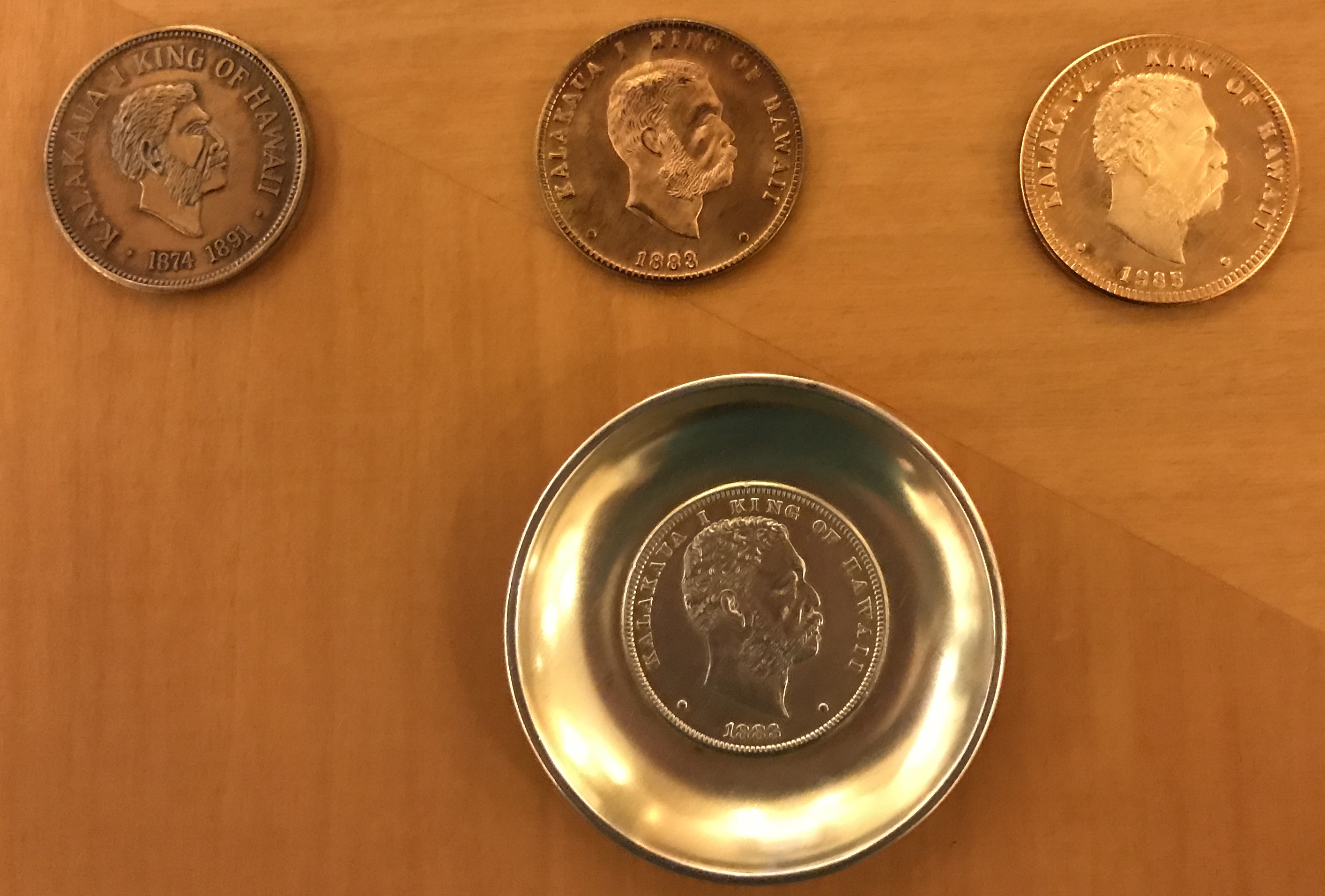
三枚卡拉卡瓦银圆现代复制品和放在银碟里的原版

1887和1900年，檀香山唐人街因火灾蒙受重大损失；唐人街居民大多不信任银行，把贵重物品藏在家里，未经赎回的硬币有相当一部分因此失落。剩下的有些用于珠宝贸易，在尚具法偿地位的最后时日换来价值数千乃至上万美元的商品。1900年夏威夷正式纳入美国领土，此后几年许多人都想拿到昔日王国的纪念品，大量硬币制成纪念品出售，如别针、表针、袖扣、皮带扣、帽带、帽针等，还有汤勺、纸巾环等装饰品。硬币大多是盾徵面上釉。
部分卡拉卡瓦硬币流入收藏爱好者之手。根据理查德·约曼2018年版《美国钱币指南手册》，全套硬币通常以25美分最廉价，流通币价值约50到375美元。精制币要贵得多，特别是12.5美分面额，2011年的拍卖成交价达43125美元。卡拉卡瓦硬币后经复制，设计图案用于私人奖章。原版硬币金属模作废后存于夏威夷州档案馆。

## 产量
| 面额     | 流通币 | 精制币 | 熔毁    | 净发行量 |
| -------- | ------ | ------ | ------- | -------- |
| 十美分   | 25万   | 26     | 79      | 249,947  |
| 12.5美分 | 0      | 20     | 0       | 20       |
| 25美分   | 50万   | 26     | 257,400 | 243,626  |
| 半美元   | 70万   | 26     | 612,245 | 87,781   |
| 一美元   | 50万   | 26     | 453,652 | 46,374   |

## 脚注
1. 1 2  Medcalf & Russell，第4頁.
2. ↑  Billam-Walker，第14頁.
3. ↑  Medcalf & Russell，第37頁.
4. 1 2  Andrade，第97–98頁.
5. ↑  Medcalf & Russell，第15頁.
6. ↑  Andrade，第99–100頁.
7. ↑  Medcalf & Russell，第5頁.
8. ↑  Andrade，第97–99頁.
9. 1 2  Adler February 1960，第132–133頁.
10. ↑  Andrade，第39頁.
11. ↑  Billam-Walker，第16頁.
12. ↑  Adler February 1960，第134頁.
13. ↑  Adler February 1960，第134–135頁.
14. ↑  Adler February 1960，第135頁.
15. ↑  Adler February 1960，第134–136頁.
16. 1 2  Yeoman，第424頁.
17. 1 2  Marvin，第41頁.
18. ↑  Andrade，第99頁.
19. 1 2  Marvin，第42頁.
20. ↑  Arndt，第109頁.
21. ↑  Medcalf & Russell，第7, 41頁.
22. 1 2  Medcalf & Russell，第40–41頁.
23. ↑  Adler February 1960，第137頁.
24. ↑  Andrade，第100頁.
25. ↑  Adler February 1960，第137–138頁.
26. ↑  Kuykendall，第82頁.
27. ↑  Adler March 1960，第258–259頁.
28. ↑  Andrade，第101頁.
29. ↑  Billam-Walker，第22頁.
30. 1 2  Adler March 1960，第261–262頁.
31. ↑  Andrade，第103頁.
32. ↑  Andrade，第105–107頁.
33. ↑  Andrade，第107頁.
34. ↑  Medcalf & Russell，第42–43頁.
35. ↑  Adler March 1960，第266頁.
36. ↑  Medcalf & Russell，第43頁.
37. ↑  von Buol 2011.
38. ↑  Medcalf & Russell，第39, 42, 116, 118頁.